# Tomás Gloria Requena
Tomás Gloria Requena (7 de marzo de 1971) es un político mexicano, miembro actual del Partido Verde Ecologista de México (PVEM) y anteriormente del Partido Revolucionario Institucional (PRI). Ha sido presidente municipal de San Fernando, Tamaulipas y en dos ocasiones diputado federal. Desde 2022 es subsecretario general de Gobierno en la administración de Américo Villarreal Anaya.

## Biografía
Es licenciado en Contaduría Pública, y tiene estudios de diplomados en Finanzas por la Universidad del Valle de México, en Diseño de Imagen por la Universidad Anáhuac y en Finanzas Públicas por la Universidad Nacional Autónoma de México (UNAM).
En 1990 fue responsable de Área Geográfica en el Instituto Nacional de Estadística y Geografía (INEGI) y de 1991 a 1992 fue director municipal del Consejo Nacional de Recursos para la Atención de la Juventud (CREA); paralelamente de 1990 a 1993 fue presidente de la Vanguardia Juvenil Agrarista de la Confederación Nacional Campesina (CNC) y de 1993 a 1994 del Frente Juvenil Revolucionario del PRI.
En 1996 fue elegido regidor del ayuntamiento de San Fernando para el periodo que terminó en 1998 y fue presidido por Delia Garza Gutiérrez y en el mismo periodo fue secretario de Organización del comité municipal del PRI. De 2000 a 2003 fue presidente estatal de la Vanguardia Juvenil Agrarista y de 2003 a 2007 presidente nacional de la misma organización. 
En 2006 fue elegido por primera ocasión diputado federal, por la vía de la representación proporcional a la LX Legislatura que culminó en 2009 y en la que fue secretario de la comisión Especial para la Promoción del Acceso Digital a los Mexicanos; e integrante de las comisiones de Salud; de Vivienda; de Reforma Agraria; y del Comité del Centro de Estudios para el Desarrollo Rural Sustentable y la Soberanía Alimentaria.
En las elecciones de 2010 fue candidato del PRI a presidente municipal de San Fernando, logrando la victoria y siendo elegido para el periodo de 2011 a 2013. Su gobierno municipal se desarrolló de forma posterior a la llamada primera masacre y durante la segunda masacre de San Fernando, eventos en los que fueron asesinados de forma masiva migrantes de origen centro americano en ranchos del municipio; ha sido señalado en investigaciones por su presunta implicación en dichos crímenes, sin que haya podido ser probado.
En 2014 fue delegado de la CNC en Baja California y subsecretario de Mercadotecnia y Agronegocios del comité nacional de la CNC, en 2015 delegado general en funciones de Presidente de la CNC en Veracruz y en 2017 delegado en Nayarit. En 27 de septiembre de 2020 anunció su renuncia al PRI y su incorporación al Partido Verde Ecologista de México.
En las elecciones federales de 2021 es postulado candidato de la coalición Juntos Hacemos Historia a diputado federal por el Distrito 3 de Tamaulipas. Logra la victoria al recibir el 44.16% de los votos, frente al 32.39% de su mas cercana competidora. En la LXV Legislatura que concluiría en 2024, y en la que fue secretario de la comisión de Desarrollo y Conservación Rural, Agrícola y Autosuficiencia Alimentaria; e integrante de las comisiones de Asuntos Frontera Norte; de Recursos Hidráulicos, Agua Potable y Saneamiento; y, de Salud.
Solicitó y recibió licencia al cargo el 28 de septiembre de 2022 para asumir, a partir del 1 de octubre siguiente el cargo de subsecretario general de Gobierno por nombramiento del gobernador Américo Villarreal Anaya.